# Белл, Эндрю (педагог)
Эндрю Белл (27 марта 1753 — 27 января 1832) — британский шотландский англиканский священник и учёный-педагог, научный писатель, получивший известность названным по его имени методом обучения.

## Биография
Родился в Сент-Андрусе, окончил университет в этом же городе, после чего в 1774 году отправился в британскую Америку и работал учителем в колонии Вирджиния. Возвратился на родину в 1781 году, в 1784 году был рукоположён в диаконы, в 1787 году в священники, а в феврале 1787 года отплыл в Индию (в то время колонизировавшуюся британцами), где стал полковым священником. В 1789 году возглавил приют для мальчиков-сирот, детей погибших солдат, в Мадрасе; в это же время познакомился с методом взаимного обучения учащимися (когда старшеклассники обучали младших), применявшегося в некоторых миссионерских школах для детей коренных жителей страны в связи с большой нехваткой учителей, и посчитал его столь успешным, что решил сделать его универсальным методом обучения и приступил к его дальнейшему развитию. Его попытка основать такое учебное заведение, в котором всё обучение в отдельных классах возлагалось бы на назначенных для того лучших учеников (мониторов) лишь под наблюдением главного учителя (Monitorial system of tuition), удалась, и с 1 июня 1795 года в мадрасской школе обучение велось самими учениками. Был известен как категорический противник телесных наказаний, также поддерживал идею обучения детей через рисование картин на песке, чему противились другие учителя.
В 1797 году Белл вернулся в Лондон, где опубликовал небольшую брошюру, в которой изложил свои взгляды. Так как первоначально ему не удалось заинтересовать правительство в пользу своей «мадрасской системы обучения», то он удалился в деревню. С 1796 года занимал доходную должность священника в Вестминстерском аббатстве. Первым на его работу обратил внимание квакер Джозеф Ланкастер, в 1807 году открывший в Саутуарке школу для бедных, устроенную в соответствии с принципами Белла, а также усовершенствовав его систему. Успех метода и сильная поддержка, оказывавшаяся Ланкастеру нонконформистами, дали мощный импульс к развитию движения. Было создано большое количество аналогичных школ, и члены Церкви Англии, встревоженные тем, что контроль над такими школами оказался полностью в руках диссентеров, приняли решение о создании аналогичных учреждений, в которых преподавание должно было вестись сообразно англиканскому вероучению. В 1807 году Белл был отозван со своей священнической службы из Суониджа в Дорсете, чтобы организовать систему школ в соответствии с этим решением, и в 1811 году стал начальником образованного «Национального общества по содействию образованию бедных в согласии с принципами англиканской церкви». За свою деятельность он быстро получил продвижение в пребенды Вестминстера и был назначен директором Шернбурнской больницы в Дареме. Пытался, хотя и безуспешно, внедрить свою систему в Шотландии и на континенте. В 75-летнем возрасте вышел в отставку. Скончался в Челтнеме, был похоронен в Вестминстерском аббатстве.

### Завещание
Своё большое состояние он завещал почти исключительно для нужд образования. Из 120 000 фунтов, распоряжение которыми им было доверено провосту (мэру) Сент-Андруса, двум городским священникам и профессору греческого языка в университете, половина должна была пойти на основание важной школы, названной Мадрасский колледж, в Сент-Андрусе; 10 000 фунтов было завещано каждому из крупных городов: Эдинбургу, Глазго, Лейту, Инвернессу и Абердину — в целях поддержки его школ; и 10 000 было выделено Королевскому военно-морскому училищу.

## Научные труды
Кроме некоторых пособий для обучения, он впервые изложил свою систему в сочинении «An experiment in education made in the asylum of Madras» (Лондон, 1797). Впоследствии он напечатал по тому же предмету «Elements of tuition» (Лондон 1812) и «The wrongs of children» (Лондон, 1819). Его система, первоначально успешно применявшаяся в Канаде и Ирландии, однако, ненадолго пережила его и уже к середине XIX века практически не использовалась.